# Polonia Warszawa w krajowych rozgrywkach w piłce nożnej

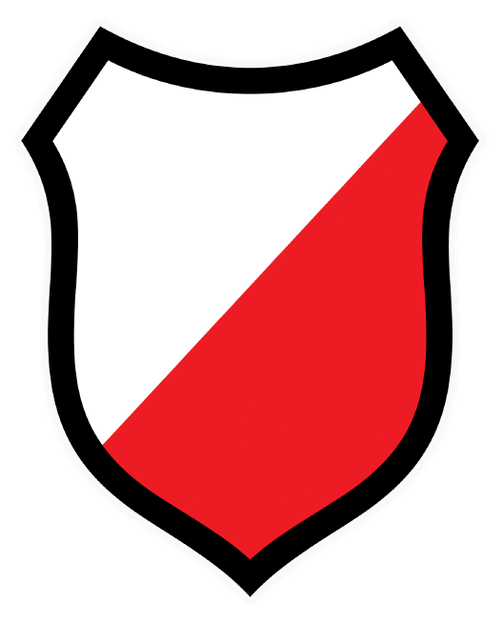
Pierwszy herb klubu

Występy Polonii Warszawa w krajowych rozgrywkach ligowych w piłce nożnej.

## Klub w rozgrywkach ligowych

### Pierwsza drużyna

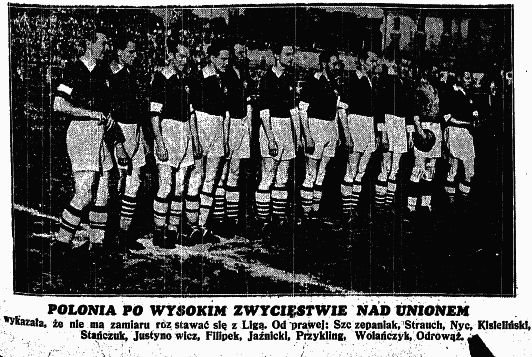
Polonia Warszawa – Union-Touring Łódź (1939)

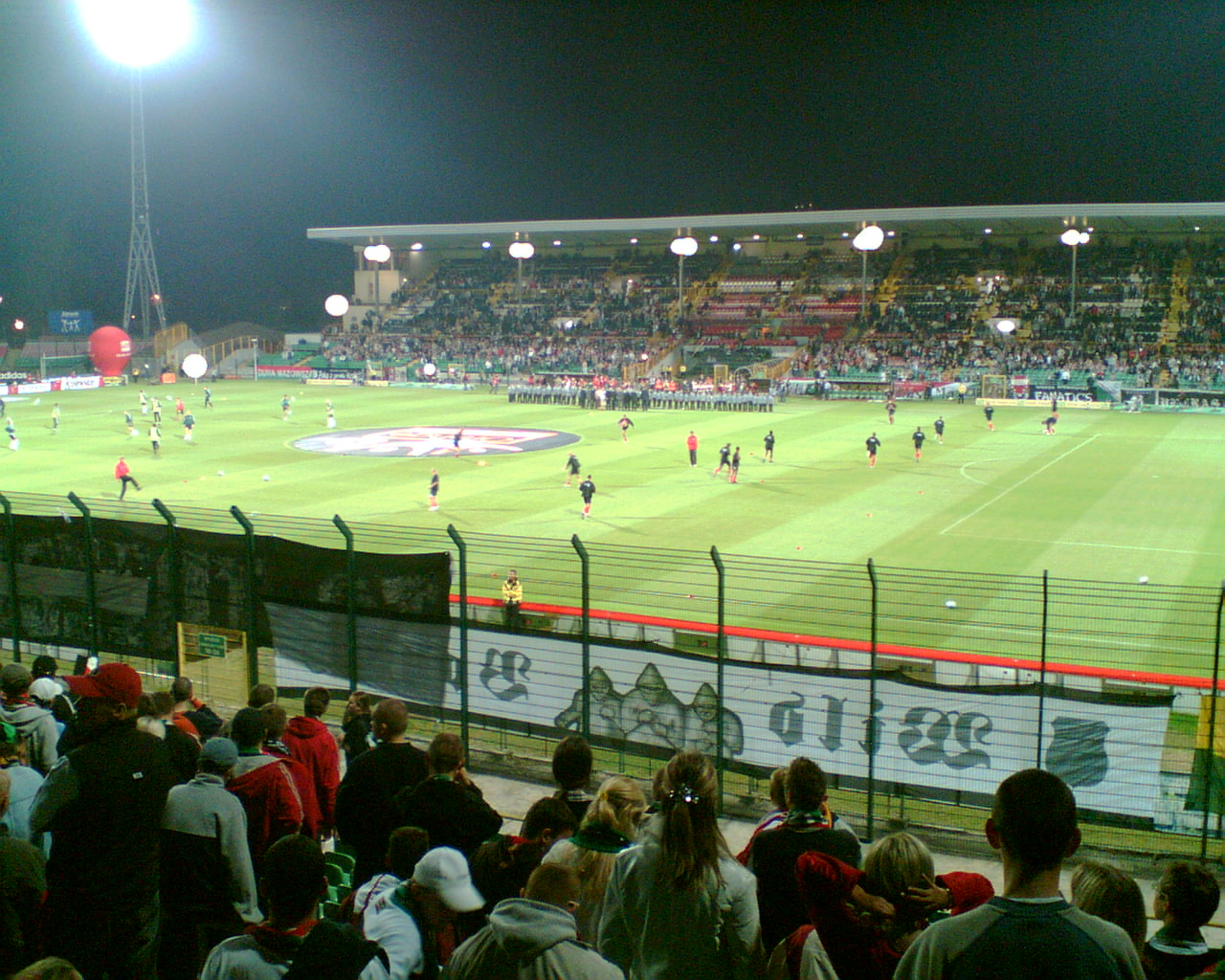
Legia Warszawa – Polonia Warszawa (23.09.2005)

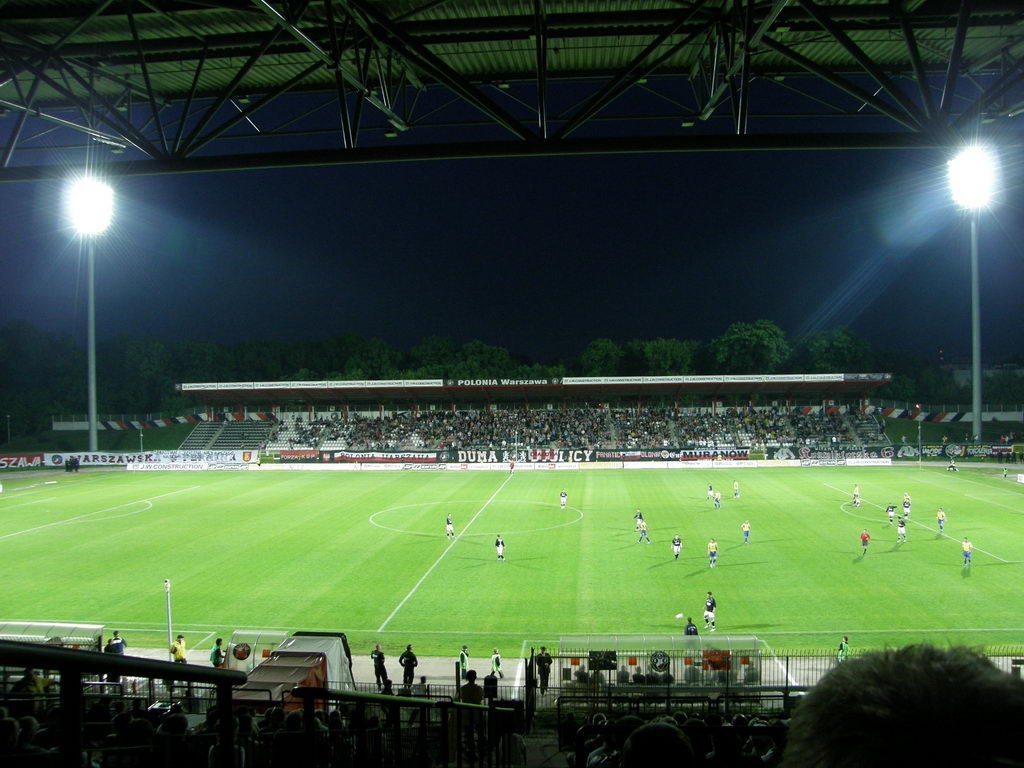
Polonia Warszawa – Arka Gdynia (17.05.2008)

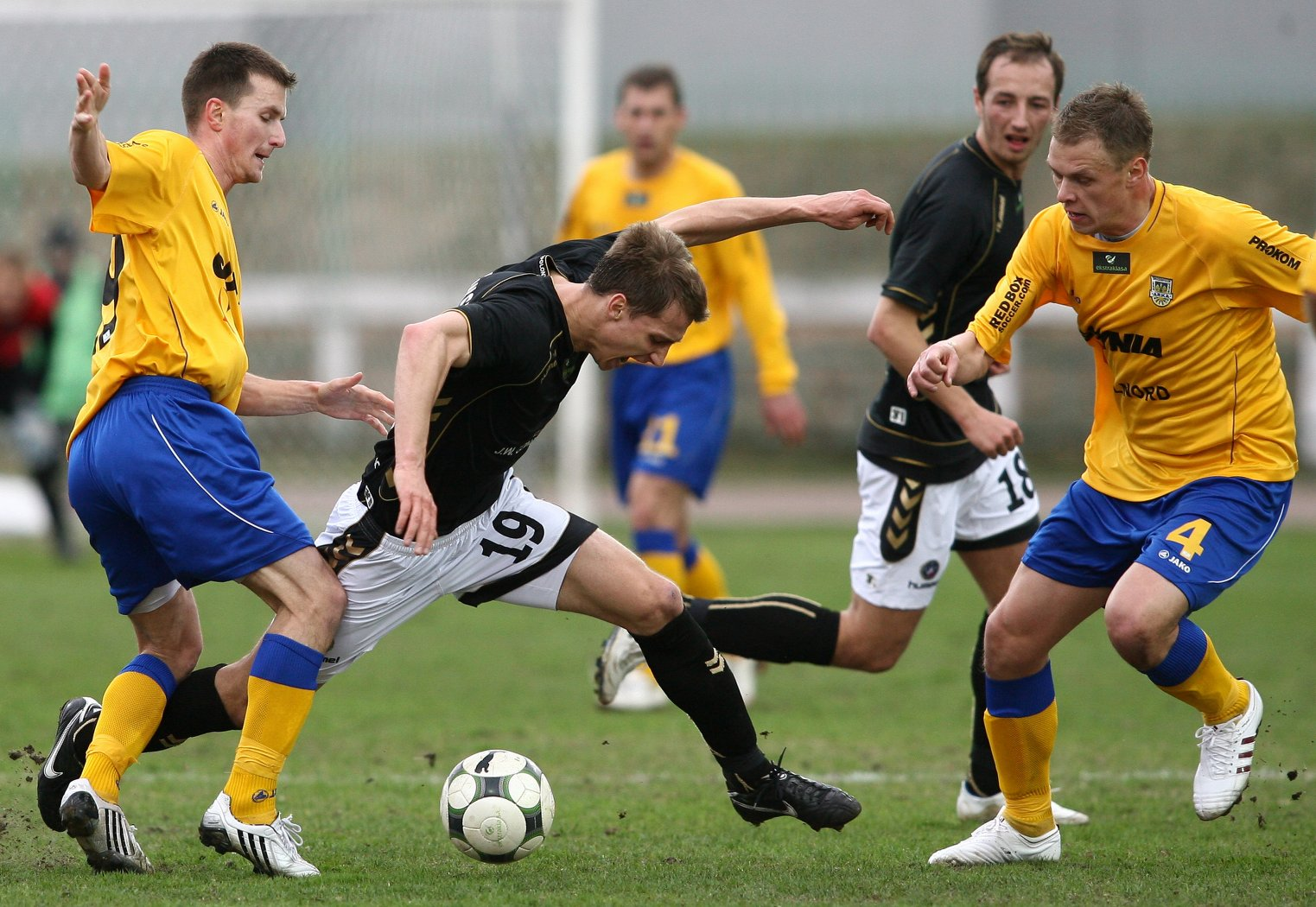
Polonia Warszawa – Arka Gdynia (27.03.2010)

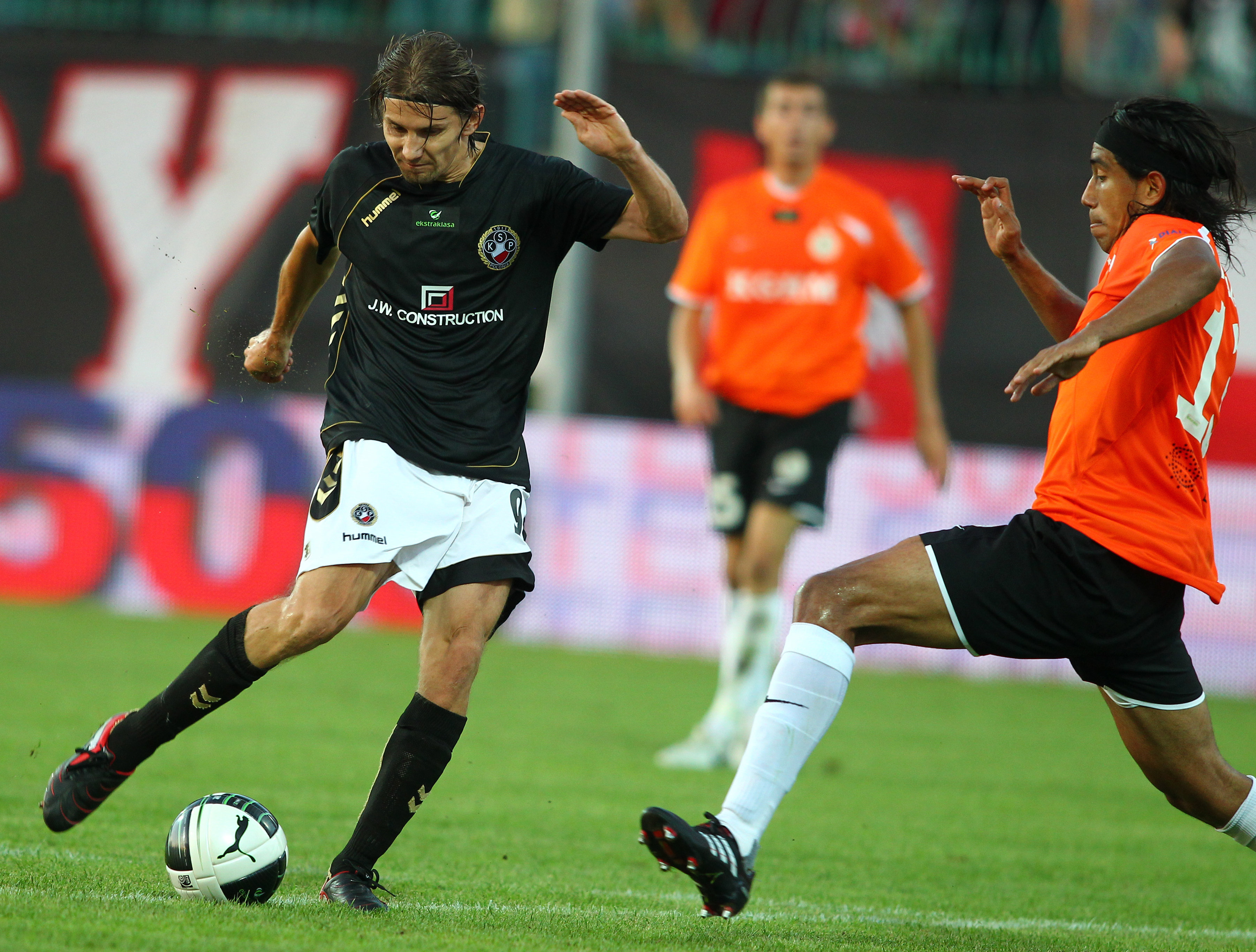
Polonia Warszawa – KGHM Zagłębie Lubin (20.08.2010)

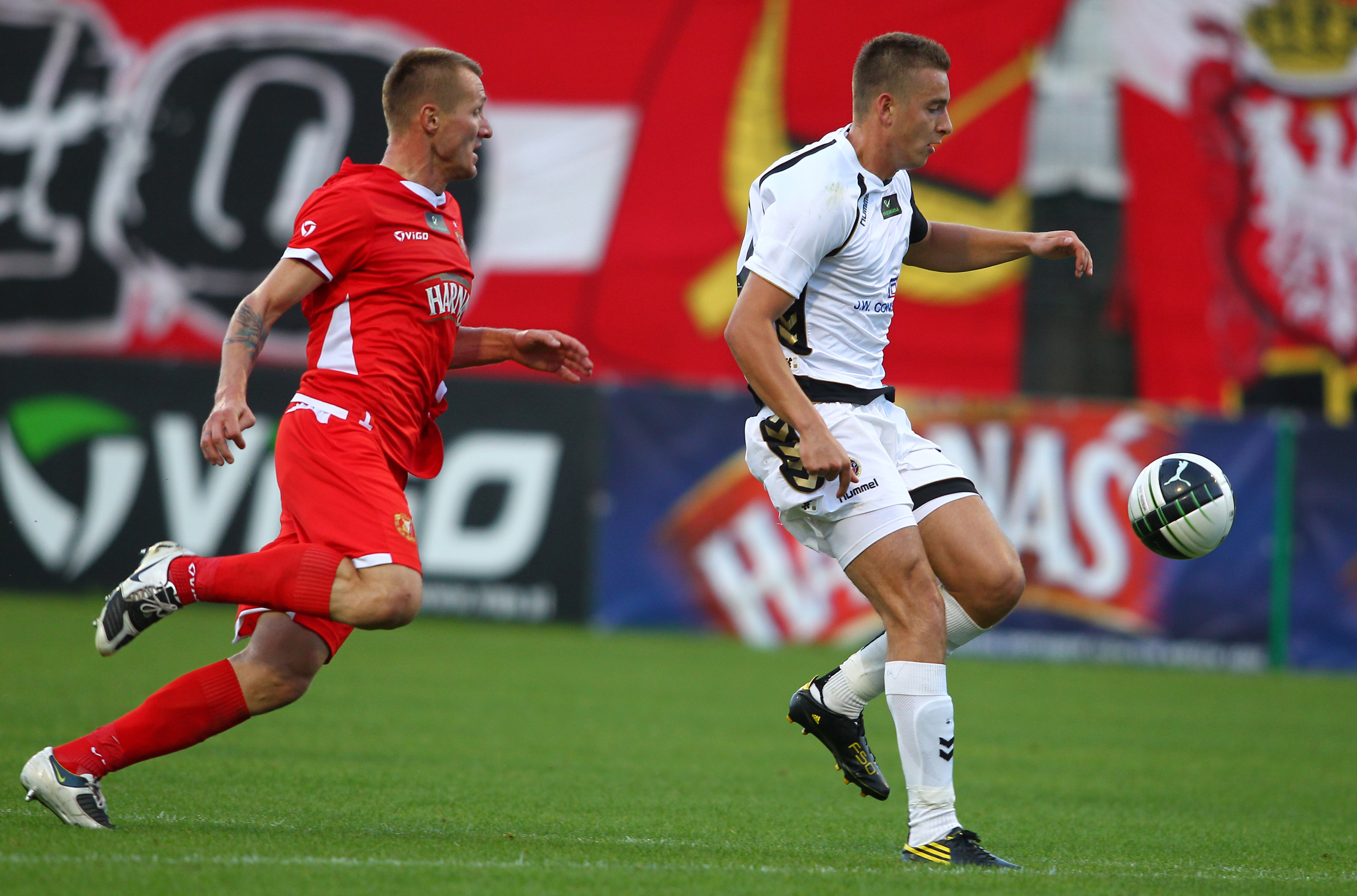
Widzew Łódź – Polonia Warszawa (28.08.2010)

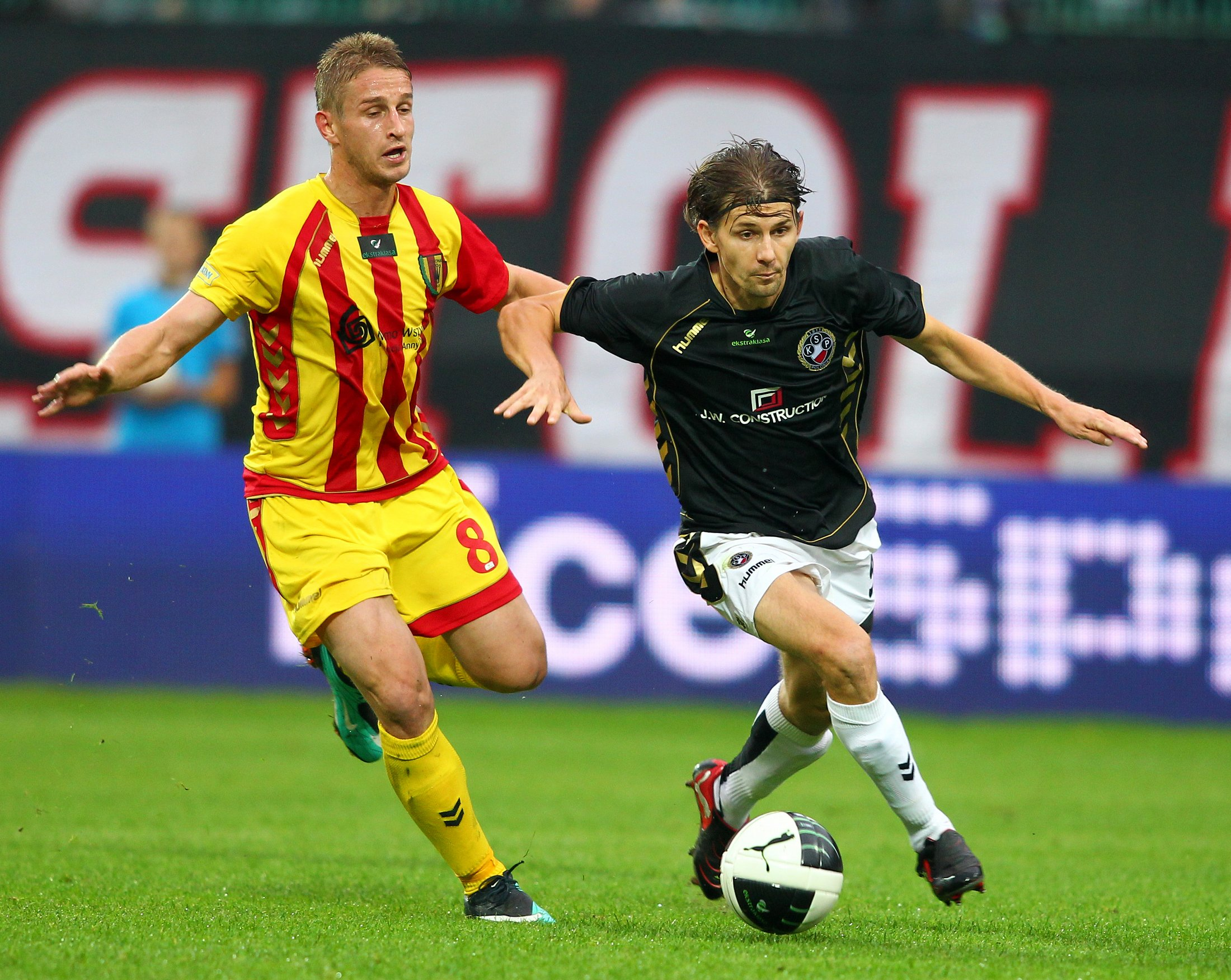
Polonia Warszawa – Korona Kielce (12.09.2010)

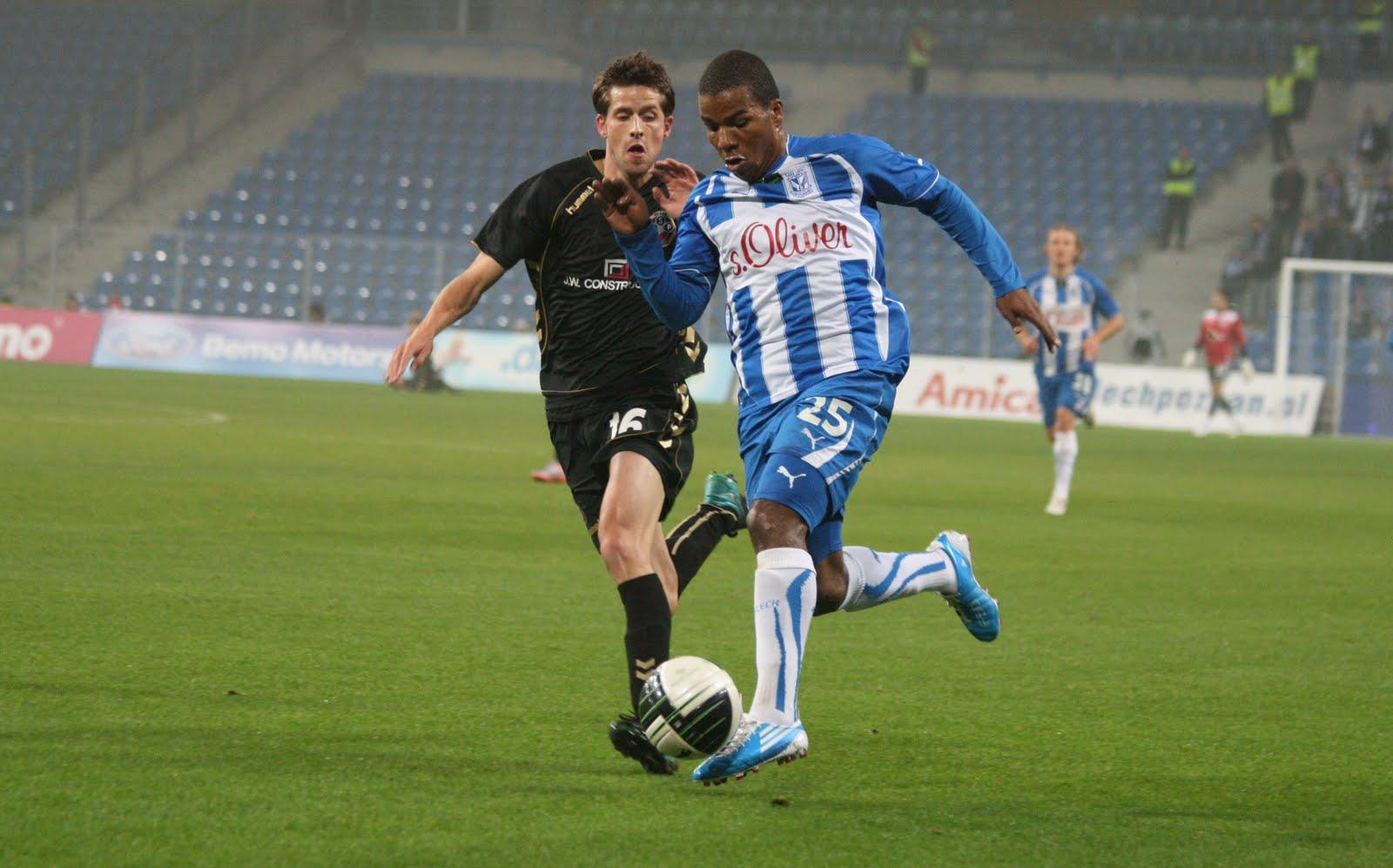
Lech Poznań – Polonia Warszawa (10.11.2010)

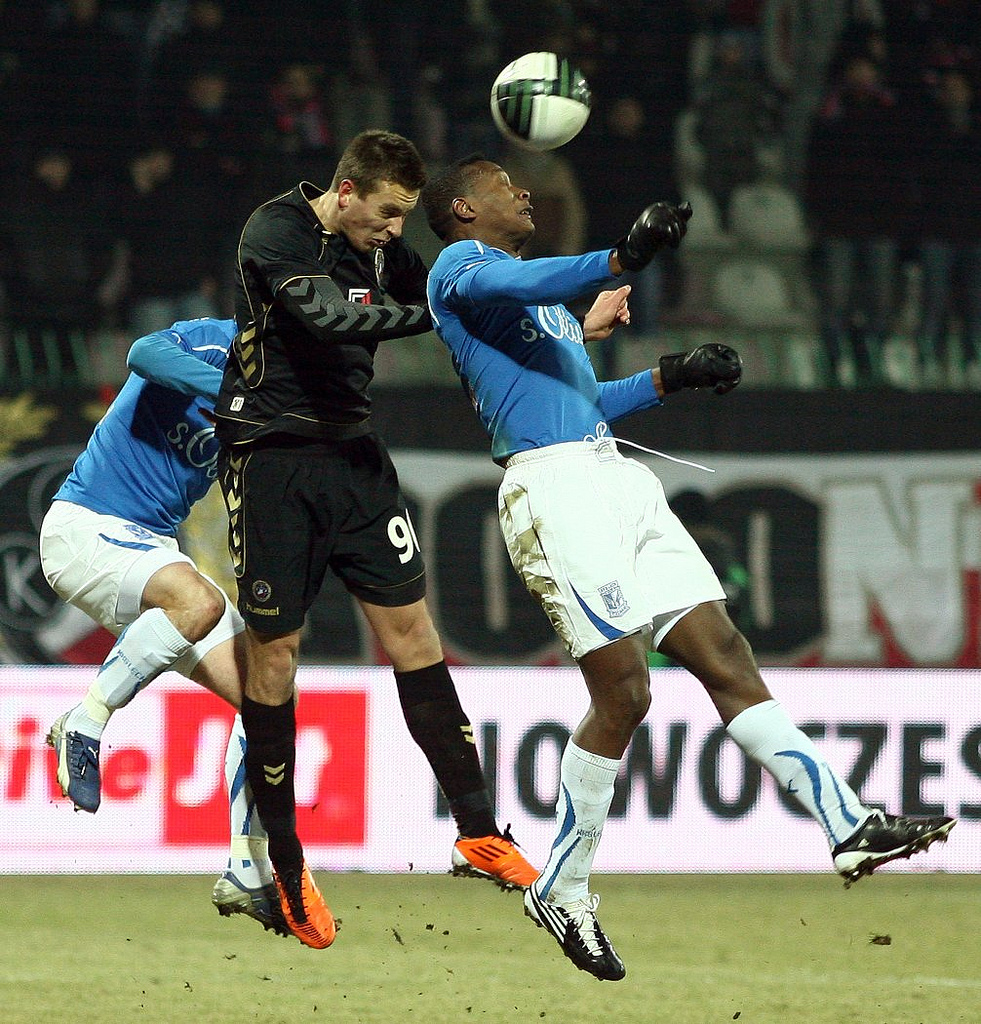
Polonia Warszawa – Lech Poznań (8.04.2011)

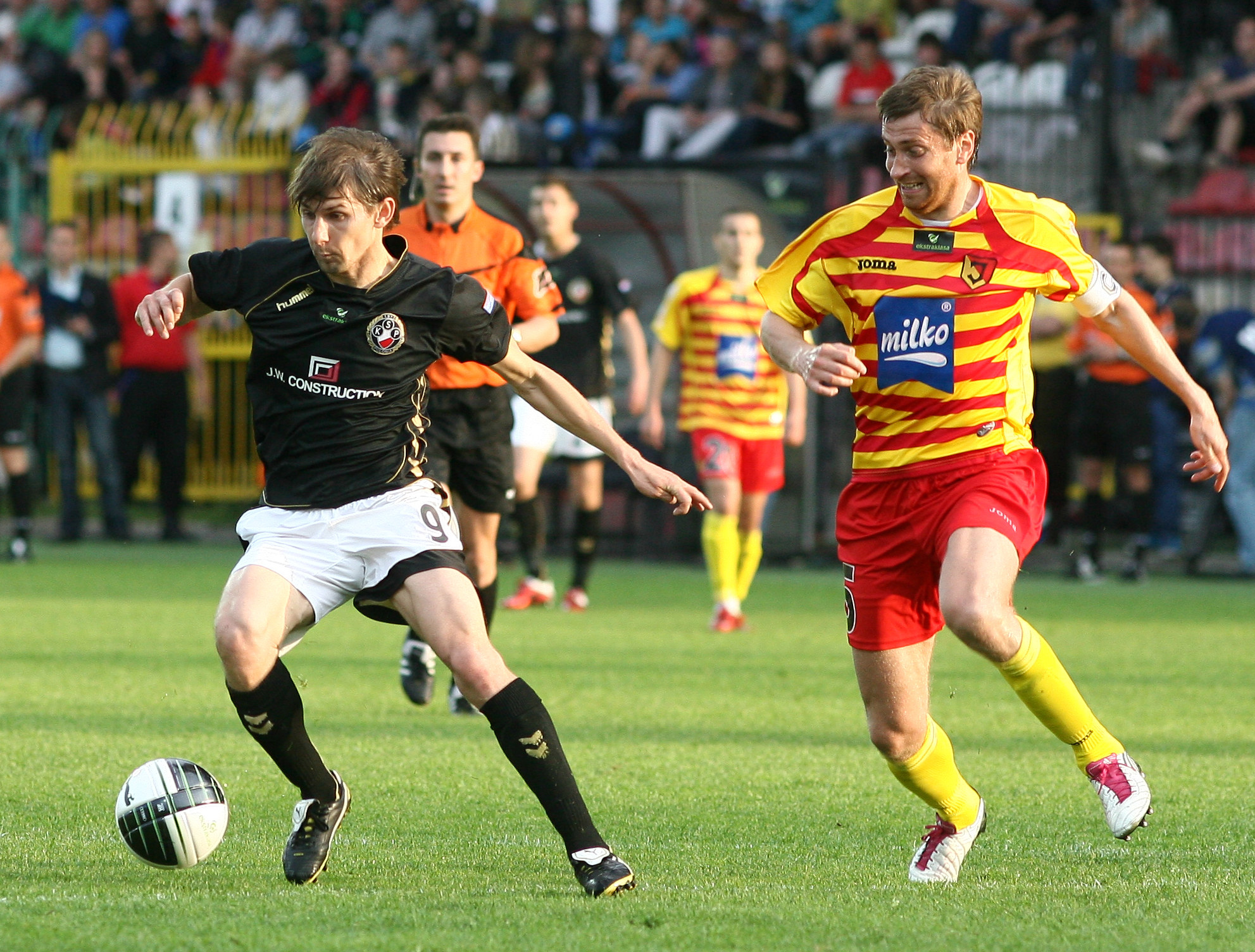
Polonia Warszawa – Jagiellonia Białystok (10.05.2011)

| Sezon     | Liga                             | Pozycja | Punkty | Bramki | Z-R-P    | Uwagi                                                         |
| --------- | -------------------------------- | ------- | ------ | ------ | -------- | ------------------------------------------------------------- |
| 1921      | Nieligowe mistrzostwa Polski     | 2.      |        |        |          | wicemistrzostwo Polski                                        |
| 1922      | Nieligowe mistrzostwa Polski     |         |        |        |          |                                                               |
| 1923      | Nieligowe mistrzostwa Polski     | 3.      |        |        |          |                                                               |
| 1925      | Nieligowe mistrzostwa Polski     |         |        |        |          |                                                               |
| 1926      | Nieligowe mistrzostwa Polski     | 2.      |        |        |          | wicemistrzostwo Polski                                        |
| 1927      | Liga                             | 8.      | 25     | 61:68  | 9-7-10   |                                                               |
| 1928      | Liga                             | 7.      | 30     | 63:61  | 14-2-12  |                                                               |
| 1929      | Liga                             | 7.      | 20     | 47:57  | 8-4-12   |                                                               |
| 1930      | Liga                             | 4.      | 26     | 59:39  | 10-6-6   |                                                               |
| 1931      | Liga                             | 8.      | 18     | 34:46  | 7-4-11   |                                                               |
| 1932      | Liga                             | 12.     | 16     | 27:51  | 6-4-12   | spadek                                                        |
| 1933      | Klasa A (gr. warszawska)         | 1.      |        |        |          | awans poprzez baraże                                          |
| 1934      | Liga                             | 9.      | 18     | 30:47  | 6-6-10   |                                                               |
| 1935      | Liga                             | 11.     | 8      | 18:57  | 3-2-15   | spadek                                                        |
| 1936      | Klasa A (gr. warszawska)         | 2.      |        |        |          |                                                               |
| 1937      | Klasa A (gr. warszawska)         | 1.      |        |        |          | awans poprzez baraże                                          |
| 1938      | Liga                             | 4.      | 19     | 40:38  | 9-1-8    |                                                               |
| 1939      | Liga                             | 7.      | 12     | 28:28  | 5-2-5    | Rozgrywki niedokończone z powodu wybuchu II wojny światowej.  |
| 1946      | Nieligowe mistrzostwa Polski     | 1.      |        |        |          | Mistrzostwo Polski                                            |
| 1947      | Nieligowe mistrzostwa Polski     |         |        |        |          |                                                               |
| 1948      | I liga                           | 7.      | 26     | 45:49  | 11-4-11  |                                                               |
| 1949      | I liga                           | 4.      | 27     | 43:29  | 11-5-6   |                                                               |
| 1950      | I liga                           | 7.      | 21     | 40:46  | 8-5-9    |                                                               |
| 1951      | I liga                           | 7.      | 23     | 33:28  | 10-3-9   |                                                               |
| 1952      | I liga (gr. I)                   | 6.      | 8      | 16:19  | 3-2-5    | spadek , Puchar Polski                                        |
| 1953      | II liga                          | 3.      | 35     | 50:27  | 14-7-5   |                                                               |
| 1954      | II liga                          | 11.     | 12     | 19:43  | 4-4-12   | spadek                                                        |
| 1955      | III liga                         | 2.      |        |        |          |                                                               |
| 1956      | III liga                         | 2.      |        |        |          |                                                               |
| 1957      | III liga                         | 1.      |        |        |          | przegrane baraże o awans                                      |
| 1958      | III liga                         | 1.      |        |        |          | awans poprzez baraże                                          |
| 1959      | II liga (gr. północna)           | 7.      | 20     | 28:34  | 8-4-10   |                                                               |
| 1960      | II liga (gr. północna)           | 9.      | 15     | 18:36  | 3-9-10   |                                                               |
| 1961      | II liga                          | 17.     | 22     | 32:58  | 7-8-19   | spadek                                                        |
| 1962      | III liga                         | 1.      |        |        |          | przegrane baraże o awans                                      |
| 1962/1963 | III liga                         | 3.      |        |        |          |                                                               |
| 1963/1964 | III liga                         | 2.      |        |        |          |                                                               |
| 1964/1965 | III liga                         | 7.      |        |        |          |                                                               |
| 1965/1966 | III liga                         | 1.      |        |        |          | przegrane baraże o awans                                      |
| 1966/1967 | III liga (gr. III – warszawska)  | 7.      | 33     | 33:34  |          |                                                               |
| 1967/1968 | III liga (gr. III – warszawska)  | 5.      | 33     | 43:33  |          |                                                               |
| 1968/1969 | III liga (gr. III – warszawska)  | 2.      | 43     | 60:26  |          |                                                               |
| 1969/1970 | III liga (gr. III – warszawska)  | 5.      | 34     | 46:31  |          |                                                               |
| 1970/1971 | III liga (gr. III – warszawska)  | 12.     |        |        |          |                                                               |
| 1971/1972 | III liga (gr. III – warszawska)  | 5.      | 35     | 35:21  |          |                                                               |
| 1972/1973 | III liga (gr. III – warszawska)  | 6.      | 33     | 35:23  |          |                                                               |
| 1973/1974 | III liga                         | 1.      |        |        |          | awans poprzez baraże                                          |
| 1974/1975 | II liga (gr. północna)           | 12.     | 28     | 26:25  | 10-8-12  |                                                               |
| 1975/1976 | II liga (gr. północna)           | 15.     | 19     | 14:34  | 6-7-17   | spadek                                                        |
| 1976/1977 | III liga (gr. II)                | 1.      | 40     | 51:21  |          | awans                                                         |
| 1977/1978 | II liga (gr. północna)           | 12.     | 26     | 28:40  | 7-12-11  |                                                               |
| 1978/1979 | II liga (gr. wschodnia)          | 16.     | 16     | 25:53  | 4-8-18   | spadek                                                        |
| 1979/1980 | III liga (gr. II)                | 2.      | 40     | 45:15  |          |                                                               |
| 1980/1981 | III liga (gr. II)                | 3,      | 36     | 45:19  |          |                                                               |
| 1981/1982 | III liga (gr. II)                | 2.      | 39     | 47:13  |          | awans                                                         |
| 1982/1983 | II liga (gr. wschodnia)          | 13.     | 25     | 41:42  | 9-7-14   | spadek                                                        |
| 1983/1984 | III liga (gr. III)               | 1.      | 46     | 61:10  |          | awans                                                         |
| 1984/1985 | II liga (gr. wschodnia)          | 15.     | 22     | 16:38  | 4-14-12  | spadek                                                        |
| 1985/1986 | III liga (gr. IV)                | 2.      | 34     | 43:24  |          |                                                               |
| 1986/1987 | III liga (gr. IV)                | 2.      | 37     | 30:13  |          |                                                               |
| 1987/1988 | III liga (gr. IV)                | 4.      | 34     | 36:22  |          |                                                               |
| 1988/1989 | III liga (gr. IV)                | 4.      | 36     | 35:17  |          |                                                               |
| 1989/1990 | III liga                         | 2.      |        |        |          |                                                               |
| 1990/1991 | III liga                         | 1.      |        |        |          | awans                                                         |
| 1991/1992 | II liga (gr. wschodnia)          | 7.      | 38     | 49:41  | 14-10-10 |                                                               |
| 1992/1993 | II liga (gr. wschodnia)          | 1.      | 48     | 45:23  | 18-12-4  | awans                                                         |
| 1993/1994 | I liga                           | 16.     | 19     | 28:61  | 4-11-19  | spadek                                                        |
| 1994/1995 | II liga (gr. wschodnia)          | 7.      | 38     | 36:26  | 12-14-8  |                                                               |
| 1995/1996 | II liga                          | 1.      | 72     | 77:37  | 21-9-4   | awans                                                         |
| 1996/1997 | I liga                           | 8.      | 48     | 40:44  | 13-9-12  |                                                               |
| 1997/1998 | I liga                           | 2.      | 63     | 46:30  | 18-9-7   | wicemistrzostwo Polski                                        |
| 1998/1999 | I liga                           | 5.      | 46     | 38:31  | 13-7-10  |                                                               |
| 1999/2000 | I liga                           | 1.      | 65     | 57:25  | 20-5-5   | Mistrzostwo Polski , Puchar Ligi                              |
| 2000/2001 | I liga                           | 4.      | 46     | 38:30  | 13-7-10  | Puchar Polski , Superpuchar                                   |
| 2001/2002 | I liga (gr. A)                   | 3.      | 25     | 25:13  | 7-4-3    |                                                               |
|           | I liga (gr. mistrzowska)         | 4.      | 32     | 16:19  | 5-4-5    |                                                               |
| 2002/2003 | I liga                           | 8.      | 41     | 37:45  | 11-8-11  | [ 1 ]                                                         |
| 2003/2004 | I liga                           | 11.     | 25     | 25:40  | 6-7-13   | [ 2 ]                                                         |
| 2004/2005 | Idea Ekstraklasa                 | 10.     | 29     | 27:52  | 8-5-13   | [ 3 ]                                                         |
| 2005/2006 | Orange Ekstraklasa               | 16.     | 25     | 20:45  | 6-7-17   | spadek                                                        |
| 2006/2007 | II liga                          | 6.      | 55     | 56:38  | 16-7-11  |                                                               |
| 2007/2008 | II liga                          | 7.      | 50     | 45:36  | 14-8-12  | awans po wykupieniu licencji Dyskobolii Grodzisk Wielkopolski |
| 2008/2009 | Ekstraklasa                      | 4.      | 54     | 40:23  | 15-9-6   |                                                               |
| 2009/2010 | Ekstraklasa                      | 13.     | 33     | 25:38  | 9-6-15   |                                                               |
| 2010/2011 | Ekstraklasa                      | 7.      | 44     | 41:26  | 12-8-10  |                                                               |
| 2011/2012 | T-Mobile Ekstraklasa             | 6.      | 45     | 33:32  | 13-6-11  |                                                               |
| 2012/2013 | T-Mobile Ekstraklasa             | 6.      | 42     | 45:34  | 11-9-10  | spadek w związku z nieotrzymaniem licencji na kolejny sezon   |
| 2013/2014 | IV liga (gr. mazowiecka-północ)  | 1.      | 80     | 83:18  | 25-5-4   | awans                                                         |
| 2014/2015 | III liga (gr. łódzko-mazowiecka) | 14.     | 42     | 57:49  | 11-9-14  |                                                               |
| 2015/2016 | III liga (gr. łódzko-mazowiecka) | 1.      | 68     | 62:25  | 21-5-8   | awans poprzez baraże                                          |
| 2016/2017 | II liga                          | 15.     | 35     | 40-45  | 7-14-13  | spadek                                                        |
| 2017/2018 | III liga (gr. I)                 | 4.      | 62     | 63-37  | 17-11-6  |                                                               |
| 2018/2019 | III liga (gr. I)                 | 6.      | 55     | 59-42  | 16-7-11  |                                                               |
| 2019/2020 | III liga (gr. I)                 | 17.     | 17     | 16-28  | 4-5-10   | sezon przerwany z powodu pandemii COVID-19                    |
| 2020/2021 | III liga (gr. I)                 | 4.      | 59     | 63-39  | 17-8-10  |                                                               |
| 2021/2022 | III liga (gr. I)                 | 1.      | 81     | 80-27  | 26-3-7   | awans                                                         |
| 2022/2023 | II liga                          | 1.      | 65     | 57-36  | 18-11-5  | awans                                                         |
| 2023/2024 | I liga                           | 15.     | 35     | 41-50  | 8-11-15  |                                                               |
| 2024/2025 | I liga                           | 6.      | 56     | 46-37  | 16-8-10  | Przegrana w barażach o Ekstraklasę.                           |

| Poziom | Liczba sezonów | Punkty | Bramki    |
| ------ | -------------- | ------ | --------- |
| I      | 31             | 966    | 1165:1251 |
| II     | 21             |        |           |
| III    | 31             |        |           |
| IV     | 12             |        |           |
| V      | 1              | 80     | 83:18     |

### Druga drużyna
| Sezon     | Liga                              | Pozycja | Punkty | Bramki | Uwagi |
| --------- | --------------------------------- | ------- | ------ | ------ | --- |
| 1998/1999 | III liga (gr. północno-wschodnia) | 8.      | 50     | 49:41  | [ 7 ] |
| 1999/2000 | III liga (gr. północno-wschodnia) | 12.     | 41     | 44:59  | [ 8 ] |
| 2000/2001 | III liga (gr. I)                  | 12.     | 52     | 53:56  | [ 9 ] |
| 2001/2002 | III liga (gr. I)                  | 11.     | 47     | 49:47  | |
| 2002/2003 | III liga (gr. I)                  | 15.     | 28     | 40:60  | spadek |
| 2003/2004 | IV liga (gr. mazowiecka)          | 15.     | 41     | 51:63  | |
| 2004/2005 | IV liga (gr. mazowiecka)          | 7.      | 52     | 52:44  | |
| 2005/2006 | IV liga (gr. mazowiecka)          | 11.     | 45     | 51:53  | |
| 2006/2007 | IV liga (gr. mazowiecka)          | 10.     | 44     | 47:46  | |
| 2007/2008 | IV liga (gr. mazowiecka)          | 16.     | 31     | 42:51  | Reforma rozgrywek po sezonie.                                                                                           |
| 2008/2009 | IV liga (gr. mazowiecka-północ)   | 17.     | 34     | 41:60  | Drużyna wycofana po rundzie jesiennej i przesunięta na ostatnią pozycję, mimo że 4 kluby zdobyły niższą liczbę punktów. |
| 2017/2018 | Klasa A (gr. Warszawa II)         | 10.     | 32     | 47-62  | |
| 2018/2019 | Klasa A (gr. Warszawa II)         | 1.      | 58     | 81-27  | awans |
| 2019/2020 | Klasa okręgowa (gr. Warszawa I)   | 7.      | 23     | 29-21  | sezon przerwany z powodu pandemii COVID-19                                                                              |
| 2020/2021 | Klasa okręgowa (gr. Warszawa I)   | 4.      | 69     | 122-55 | |
| 2021/2022 | Klasa okręgowa (gr. Warszawa I)   | 2.      | 63     | 91-43  | awans |
| 2022/2023 | V liga (gr. mazowiecka I)         | 3.      | 48     | 69-29  | |
| 2023/2024 | V liga (gr. mazowiecka I)         | 5.      | 50     | 92-50  | |

### Młoda Ekstraklasa
| Sezon     | Pozycja | Punkty | Bramki | Uwagi  |
| --------- | ------- | ------ | ------ | ------ |
| 2008/2009 | 3.      | 50     | 46-41  | [ 10 ] |
| 2009/2010 | 9.      | 40     | 45-52  | [ 11 ] |
| 2010/2011 | 5.      | 48     | 39-27  | [ 12 ] |
| 2011/2012 | 4.      | 50     | 62-45  | [ 13 ] |
| 2012/2013 | 16.     | 24     | 32-66  | [ 14 ] |

## Klub w Pucharze Polski
- 1926 – klub nie wystartował w rozgrywkach
- 1950/1951 – klub odpadł w 1/2 finału, eliminując wcześniej 4 kluby
- 1951/1952 –  Klub zdobył Puchar Polski, pokonując w finale CWKS Ib Warszawa, eliminując wcześniej 4 kluby
- 1954/1955 – klub odpadł w 1/4 finału, eliminując wcześniej 2 kluby
- 1955/1956 – klub nie wystartował w rozgrywkach
- 1956/1957 – klub odpadł w 1/8 finału, eliminując wcześniej 2 kluby
- 1961/1962 – klub odpadł w I rundzie
- od 1962/1963 do 1968/1969 – klub nie startował w rozgrywkach
- 1969/1970 – klub odpadł w I rundzie
- od 1970/1971 do 1977/1978 – klub nie startował w rozgrywkach
- 1978/1979 – klub odpadł w 1/16 finału, eliminując wcześniej 2 kluby
- 1979/1980 – klub odpadł w II rundzie
- 1980/1981 – klub nie wystartował w rozgrywkach
- 1981/1982 – klub odpadł w II rundzie, eliminując wcześniej 1 klub
- 1982/1983 – klub odpadł w 1/16 finału, eliminując wcześniej 2 kluby
- 1983/1984 – klub odpadł w II rundzie
- 1984/1985 – klub odpadł w II rundzie, eliminując wcześniej 1 klub
- 1985/1986 – klub odpadł w II rundzie
- 1986/1987 – klub odpadł w II rundzie, eliminując wcześniej 1 klub
- 1987/1988 – klub nie wystartował w rozgrywkach
- 1988/1989 – klub odpadł w II rundzie, eliminując wcześniej 1 klub
- 1989/1990 – klub odpadł w II rundzie, eliminując wcześniej 1 klub
- 1990/1991 – klub odpadł w I rundzie
- 1991/1992 – klub odpadł w I rundzie
- 1992/1993 – klub odpadł w 1/16 finału, eliminując wcześniej 2 kluby
- 1993/1994 – klub odpadł w III rundzie, eliminując wcześniej 1 klub
- 1994/1995 – klub odpadł w 1/16 finału
- 1995/1996 – klub odpadł w 1/16 finału, eliminując wcześniej 2 kluby
- 1996/1997 – klub odpadł w 1/8 finału, eliminując wcześniej 3 kluby
- 1997/1998 – klub odpadł w 1/4 finału, eliminując wcześniej 2 kluby
- 1998/1999 – klub odpadł w 1/16 finału
- 1999/2000 – klub odpadł w 1/2 finału, eliminując wcześniej 3 kluby
- 2000/2001 –  Klub zdobył Puchar Polski, pokonując w finale Górnika Zabrze, eliminując wcześniej 4 kluby
- 2001/2002 – klub odpadł w 1/16 finału
- 2002/2003 – klub odpadł w 1/16 finału
- 2003/2004 – klub odpadł w 1/8 finału, eliminując wcześniej 1 klub
- 2004/2005 – klub odpadł w 1/8 finału po wyjściu z grupy i eliminacji jednego zespołu
- 2005/2006 – klub odpadł w 1/4 finału, eliminując wcześniej 2 kluby
- 2006/2007 – klub odpadł w 1/16 finału
- 2007/2008 – klub odpadł w 1/4 finału, eliminując wcześniej 3 kluby
- 2008/2009 – klub odpadł w 1/2 finału, eliminując wcześniej 3 kluby
- 2009/2010 – klub odpadł w 1/16 finału
- 2010/2011 – klub odpadł w 1/4 finału, eliminując wcześniej 2 kluby
- 2011/2012 – klub odpadł w 1/8 finału, eliminując wcześniej 1 klub
- 2012/2013 – klub odpadł w 1/8 finału, eliminując wcześniej 1 klub
- 2013/2014 – klub wycofany z rozgrywek[a][15]
- od 2014/2015 do 2016/2017 – klub nie zakwalifikował się do rozgrywek szczebla centralnego
- 2017/2018 – klub odpadł w rundzie wstępnej
- od 2018/2019 do 2022/2023 – klub nie zakwalifikował się do rozgrywek szczebla centralnego
- 2023/2024 – klub odpadł w 1/16 finału, eliminując wcześniej 2 kluby
- 2024/2025 – klub odpadł w 1/4 finału, eliminując wcześniej 3 kluby

## Klub w Pucharze Ligi
- 1952 – klub zajął 4. pozycję w grupie I, więc ostatecznie zajął miejsca 7-8 (nieoficjalny Puchar Ligi)
- 1977 – klub nie brał udziału w rozgrywkach
- 1999/2000 –  Klub zdobył Puchar Ligi, pokonując w finale Legię Warszawa, eliminując wcześniej 3 kluby
- 2000/2001 – klub odpadł w 1/4 finału, eliminując wcześniej 1 klub
- 2001/2002 – klub odpadł w 1/8 finału
- 2006/2007 – klub nie brał udziału w rozgrywkach
- 2007/2008 – klub nie brał udziału w rozgrywkach
- 2008/2009 – klub zajął 2. pozycję w grupie D i wyszedł z grupy, odpadł w 1/4 finału

## Rekordy

### Ekstraklasa
Rekordy według stanu na 23 maja 2013 roku.
| Sezon     | Wynik | Przeciwnik           | Miejsce   |
| --------- | ----- | -------------------- | --------- |
| 1928      | 8:0   | Śląsk Świętochłowice | Warszawa  |
| 1927      | 9:2   | Hasmonea Lwów        | Warszawa  |
| 1930      | 7:0   | Czarni Lwów          | Warszawa  |
| 1931      | 6:0   | Warszawianka         | Warszawa  |
| 1948      | 6:1   | Widzew Łódź          | Warszawa  |
| 1939      | 6:1   | Union-Touring Łódź   | Warszawa  |
| 2012/2013 | 5:0   | GKS Bełchatów        | Bełchatów |
| 2001/2002 | 5:0   | Pogoń Szczecin       | Warszawa  |
| 1999/2000 | 5:0   | Lech Poznań          | Warszawa  |
| 1952      | 5:0   | Ruch Chorzów         | Warszawa  |
| 1951      | 5:0   | Arkonia Szczecin     | Warszawa  |
| 1931      | 5:0   | Czarni Lwów          | Warszawa  |
| 1930      | 5:0   | Warta Poznań         | Warszawa  |
| 1928      | 5:0   | Hasmonea Lwów        | Warszawa  |

| Data      | Wynik | Przeciwnik       | Miejsce  |
| --------- | ----- | ---------------- | -------- |
| 1935      | 1:8   | Wisła Kraków     | Kraków   |
| 1931      | 1:8   | Legia Warszawa   | Warszawa |
| 1950      | 0:7   | Wisła Kraków     | Kraków   |
| 1938      | 1:7   | Warta Poznań     | Poznań   |
| 1927      | 1:7   | Wisła Kraków     | Kraków   |
| 1948      | 0:6   | Wisła Kraków     | Kraków   |
| 1935      | 0:6   | Garbarnia Kraków | Kraków   |
| 1928      | 2:7   | Wisła Kraków     | Warszawa |
| 2003/2004 | 2:7   | Legia Warszawa   | Warszawa |
| 1928      | 2:7   | Wisła Kraków     | Kraków   |
| 1929      | 1:6   | Pogoń Lwów       | Warszawa |
| 1932      | 1:6   | Garbarnia Kraków | Kraków   |

### Baraże o I ligę
| Sezon | Wynik | Przeciwnik         | Miejsce  |
| ----- | ----- | ------------------ | -------- |
| 1933  | 9:0   | Polonia Bydgoszcz  | Warszawa |
| 1937  | 6:0   | Unia Lublin        | Warszawa |
| 1937  | 6:1   | Śmigły Wilno       | Warszawa |
| 1937  | 6:1   | Union-Touring Łódź | Warszawa |
| 1933  | 5:1   | Legia Poznań       | Warszawa |

| Data | Wynik | Przeciwnik   | Miejsce |
| ---- | ----- | ------------ | ------- |
| 1933 | 2:3   | Legia Poznań | Poznań  |
| 1937 | 0:1   | Gryf Toruń   | Toruń   |

### II liga
| Sezon     | Wynik | Przeciwnik                   | Miejsce  |
| --------- | ----- | ---------------------------- | -------- |
| 1995/1996 | 7:0   | KSZO Ostrowiec Świętokrzyski | Warszawa |
| 2007/2008 | 5:0   | Pelikan Łowicz               | Łowicz   |
| 1995/1996 | 5:0   | Świt Nowy Dwór Mazowiecki    | Warszawa |
| 1953      | 5:0   | Tarnovia                     | Warszawa |
| 1959      | 5:0   | Piast Nowa Ruda              | Warszawa |
| 2006/2007 | 5:0   | Miedź Legnica                | Warszawa |
| 1992/1993 | 5:0   | Górnik Konin                 | Warszawa |
| 2006/2007 | 5:1   | Śląsk Wrocław                | Warszawa |
| 1974/1975 | 5:1   | Warta Poznań                 | Warszawa |
| 1961      | 5:1   | Unia Tarnów                  | Warszawa |

| Data | Wynik | Przeciwnik         | Miejsce   |
| ---- | ----- | ------------------ | --------- |
| 1954 | 1:7   | Zagłębie Sosnowiec | Sosnowiec |
| 1959 | 1:6   | Zawisza Bydgoszcz  | Bydgoszcz |
| 1954 | 1:6   | Górnik Wałbrzych   | Wałbrzych |
| 1961 | 1:5   | Gwardia Warszawa   | Warszawa  |

### Baraże o II ligę
| Sezon     | Wynik | Przeciwnik               | Miejsce  |
| --------- | ----- | ------------------------ | -------- |
| 1962      | 8:0   | Granica Kętrzyn          | Warszawa |
| 1962      | 6:1   | Granica Kętrzyn          | Kętrzyn  |
| 1973/1974 | 5:0   | Śniardwy Orzysz          | Warszawa |
| 1958      | 5:1   | Unia Gorzów Wielkopolski | Warszawa |

| Data      | Wynik | Przeciwnik        | Miejsce  |
| --------- | ----- | ----------------- | -------- |
| 1962      | 0:5   | Motor Lublin      | Lublin   |
| 1965/1966 | 1:5   | Polonia Bydgoszcz | Warszawa |

### Puchar Polski
Rekordy według stanu na 7 listopada 2023 roku. Uwzględniono tylko wyniki w regulaminowym czasie gry.
| Sezon     | Wynik | Przeciwnik            | Miejsce          |
| --------- | ----- | --------------------- | ---------------- |
| 1951      | 7:1   | Kolejarz Katowice     | Katowice         |
| 1996/1997 | 6:0   | Pogoń Siedlce         | Siedlce          |
| 1989/1990 | 6:0   | Żyrardowianka         | Żyrardów         |
| 1995/1996 | 5:1   | Jagiellonka Nieszawa  | Nieszawa         |
| 2000/2001 | 4:0   | Odra Wodzisław Śląski | Wodzisław Śląski |
| 2011/2012 | 4:0   | Ruch Radzionków       | Radzionków       |
| 1954/1955 | 4:0   | Polonia Chodzież      | Chodzież         |

| Data      | Wynik | Przeciwnik              | Miejsce      |
| --------- | ----- | ----------------------- | ------------ |
| 2006/2007 | 0:6   | Ruch Chorzów            | Chorzów      |
| 2007/2008 | 0:5   | Zagłębie Lubin          | Lubin        |
| 2004/2005 | 0:5   | Wisła Kraków            | Kraków       |
| 1995/1996 | 2:6   | Lech Poznań             | Warszawa     |
| 1961/1962 | 0:3   | Karkonosze Jelenia Góra | Jelenia Góra |
| 1983/1984 | 0:3   | Polonez Warszawa        | Warszawa     |
| 2005/2006 | 0:3   | Zagłębie Lubin          | Warszawa     |
| 2023/2024 | 0:3   | Wisła Kraków            | Kraków       |

## Przeciwnicy
Lista drużyn, z którymi Polonia rozgrywała mecze na poszczególnych poziomach.
| - Kluby warszawskie: - Legia Warszawa - Warszawianka - 1. FC Kattowitz - AKS Chorzów - Amica Wronki - Arka Gdynia - Arkonia Szczecin - Cracovia - Czarni Lwów - Dyskobolia Grodzisk Wielkopolski - Garbarnia Kraków - GKS Bełchatów - GKS Katowice - Górnik Łęczna - Górnik Polkowice - Górnik Radlin - Górnik Zabrze - Hasmonea Lwów - Hutnik Kraków - Jagiellonia Białystok - Jutrzenka Kraków - Klub Turystów Łódź/Union-Touring Łódź - Korona Kielce - KSZO Ostrowiec Świętokrzyski - Lech Poznań - Lechia Gdańsk - Lechia Lwów - Łódzki KS - ŁTSG Łódź - Odra Wodzisław Śląski - Piast Gliwice - Podbeskidzie Bielsko-Biała - Podgórze Kraków - Pogoń Lwów - Pogoń Szczecin - Polonia Bytom - Raków Częstochowa - RKS Radomsko - Ruch Chorzów - Ruch Radzionków - Rymer Niedobczyce - Siarka Tarnobrzeg - Sokół Pniewy - Sokół Tychy - Stal Mielec - Stal Stalowa Wola - Stomil Olsztyn - Szczakowianka Jaworzno - Szombierki Bytom - Śląsk Świętochłowice - Śląsk Wrocław - Świt Nowy Dwór Mazowiecki - Śmigły Wilno - Tarnovia - Toruński Klub Sportowy - Warta Poznań - Widzew Łódź - Wisła Kraków - Wisła Płock - WKS 22 pp Siedlce - Zagłębie Lubin - Zawisza Bydgoszcz - Brygada Częstochowa - Gryf Toruń - HCP Poznań - Legia Poznań - Polonia Bydgoszcz - Polonia Przemyśl - Śmigły Wilno - Unia Lublin - Union-Touring Łódź - Arkonia Szczecin - Bałtyk Gdynia - Czarni Szczecin - Górnik Wojkowice - Granica Kętrzyn - Jagiellonia Białystok - Mazur Ełk - Motor Lublin - Olimpia Poznań - Piast Nowa Ruda - Polonia Bydgoszcz - Start Łódź - Śniardwy Orzysz - Unia Gorzów Wielkopolski - Warmia Olsztyn - Warta Poznań | W zestawieniu nie uwzględniono rozgrywek przedwojennych - Kluby warszawskie: - Gwardia Warszawa - Hutnik Warszawa - Lotnik Warszawa - RKS Ursus - Spójnia Warszawa - Arka Gdynia - Arkonia Szczecin - Avia Świdnik - Bałtyk Gdynia - BKS Bydgoszcz - BKS Stal Bielsko-Biała - Błękitni Kielce - Boruta Zgierz - Broń Radom - Bruk-Bet Termalica Nieciecza - Calisia - Chemik Bydgoszcz - Chrobry Głogów - Concordia Piotrków Trybunalski - Cracovia - Dąb Dębno - FC Piaseczno - Garbarnia Kraków - Górnik Łęczna - GKS Bełchatów - GKS Jastrzębie - GKS Katowice - GKS Tychy - Górnik Konin - Górnik Knurów - Górnik Polkowice - Górnik Wałbrzych - Górnik Zabrze - Gwardia Koszalin - Gwardia Lublin - Hetman Zamość - Hutnik Kraków - Igloopol Dębica - Jagiellonia Białystok - Jeziorak Iława - Karpaty Krosno - Kmita Zabierzów - Kolejarz Leszno - Korona Kielce - Kotwica Kołobrzeg - KSZO Ostrowiec Świętokrzyski - Lech Poznań - Lechia Gdańsk - Lublinianka - ŁKS Łomża - Łódzki KS - Miedź Legnica - Motor Lublin - Naprzód Lipiny - Odra Opole - Ogniwo Wrocław - Okocimski KS Brzesko - Olimpia Elbląg - Olimpia Poznań - Pelikan Łowicz - Piast Gliwice - Piast Nowa Ruda - Podbeskidzie Bielsko-Biała - Pogoń Siedlce - Pogoń Szczecin - Polonia Bydgoszcz - Polonia Bytom - Polonia Gdańsk - Pomezania Malbork - Pomorzanin Toruń - Radomiak Radom - Raków Częstochowa - Resovia - RKS Radomsko - Ruch Chorzów - Sandecja Nowy Sącz - Siarka Tarnobrzeg - Stal Mielec - Stal Rzeszów - Stal Stalowa Wola - Stal Stocznia Szczecin - Star Starachowice - Start Łódź - Stomil Olsztyn - Szombierki Bytom - Śląsk Wrocław - Świt Nowy Dwór Mazowiecki - Tarnovia - Tur Turek - Unia Gorzów Wielkopolski - Unia Janikowo - Unia Racibórz - Unia Tarnów - Warta Poznań - Wawel Kraków - Widzew Łódź - Wisła Kraków - Wisła Płock - Wisłoka Dębica - Włókniarz Pabianice - Zagłębie Sosnowiec - Zagłębie Wałbrzych - Zawisza Bydgoszcz - Zawisza Bydgoszcz SA - Znicz Pruszków | - Arka Gdynia - Jagiellonia Białystok - Legia Warszawa - Łódzki KS - Odra Wodzisław Śląski - Stomil Olsztyn - Wisła Kraków - Włókniarz Kietrz - Zagłębie Lubin |